# Gastrops
Gastrops is een vliegengeslacht uit de familie van de oevervliegen (Ephydridae).

## Soorten
- G. nebulosus Coquillett, 1900
- G. niger Williston, 1897